# Lycium americanum
Lycium americanum är en potatisväxtart som beskrevs av Nikolaus Joseph von Jacquin. Lycium americanum ingår i släktet bocktörnen, och familjen potatisväxter. Inga underarter finns listade i Catalogue of Life.